# Virtus Juventusque
Virtus Juventusque was een Italiaanse voetbalclub uit Livorno en voorloper van het huidige AS Livorno Calcio.

## Geschiedenis
De club werd opgericht in 1905. In 1912/13 nam de club deel aan het Italiaans kampioenschap. Voorheen was dit enkel toegankelijk voor Noord-Italiaanse clubs, maar nu kwam er ook een afdeling voor Centraal- en Zuid-Italiaanse clubs. In een groep van vier werd Virtus groepswinnaar met twee punten voorsprong op SPES Livorno. De club ging door naar de volgende ronde en verloor daar in twee wedstrijden van Lazio Roma.
Het volgende seizoen werd de club derde op acht clubs achter SPES en CS Firenze. Het seizoen daarna werd de club voorlaatste. In 1915 fuseerde de club met stadsrivaal SPES en werd zo US Livorno, het latere AS Livorno Calcio.